# Siamspinops spinosissimus
Espèce
Siamspinops spinosissimus est une espèce d'araignées aranéomorphes de la famille des Selenopidae.

## Distribution
Cette espèce est endémique de Thaïlande. Elle se rencontre dans les provinces de Chiang Mai et de Phitsanulok.

## Description
Le mâle holotype mesure 6,9 mm et la femelle paratype mesure 7,9 mm.

## Publication originale
- Dankittipakul & Corronca, 2009 : Siamspinops, a new selenopid genus from southeast Asia (Arachnida, Araneae). Organisms, Diversity & Evolution, vol. 9, p. 69e1-69e12 (texte intégral).